# Хаґіно Косуке
Хаґіно Косуке  (яп. 萩野公介, 15 серпня 1994) — японський плавець, олімпійський чемпіон та медаліст, переможець та призер чемпіонатів світу на короткій та довгій воді, Пантихоокеанських чемпіонатів з плавання, Азійських ігор.

## Виступи на Олімпіадах
| Олімпіада   | Дисципліна                      | Місце |
| ----------- | ------------------------------- | ----- |
| Лондон 2012 | 200 метрів, комплексне плавання | 5     |
| Лондон 2012 | 400 метрів, комплексне плавання | 3     |
| Ріо 2016    | 400 метрів, комплексне плавання | 1     |